# Thauvenay
Thauvenay ist eine französische Gemeinde mit 319 Einwohnern (Stand: 1. Januar 2022) im Département Cher in der Region Centre-Val de Loire. Sie gehört zum Arrondissement  Bourges und zum Kanton  Sancerre.

## Lage
Thauvenay liegt etwa 45 Kilometer ostnordöstlich von Bourges an der Loire und an der Vauvise. Umgeben wird Thauvenay von den Nachbargemeinden Ménétréol-sous-Sancerre im Norden, Tracy-sur-Loire im Osten und Nordosten, Couargues im Südosten, Saint-Bouize im Süden, Vinon im Westen und Südwesten sowie Sancerre im Nordwesten.

## Bevölkerungsentwicklung
| Jahr                       | 1962 | 1968 | 1975 | 1982 | 1990 | 1999 | 2006 | 2017 |
| Einwohner                  | 260  | 255  | 293  | 274  | 295  | 302  | 337  | 332  |
| Quellen: Cassini und INSEE |      |      |      |      |      |      |      |      |

## Sehenswürdigkeiten
- Kirche Saint-Pierre

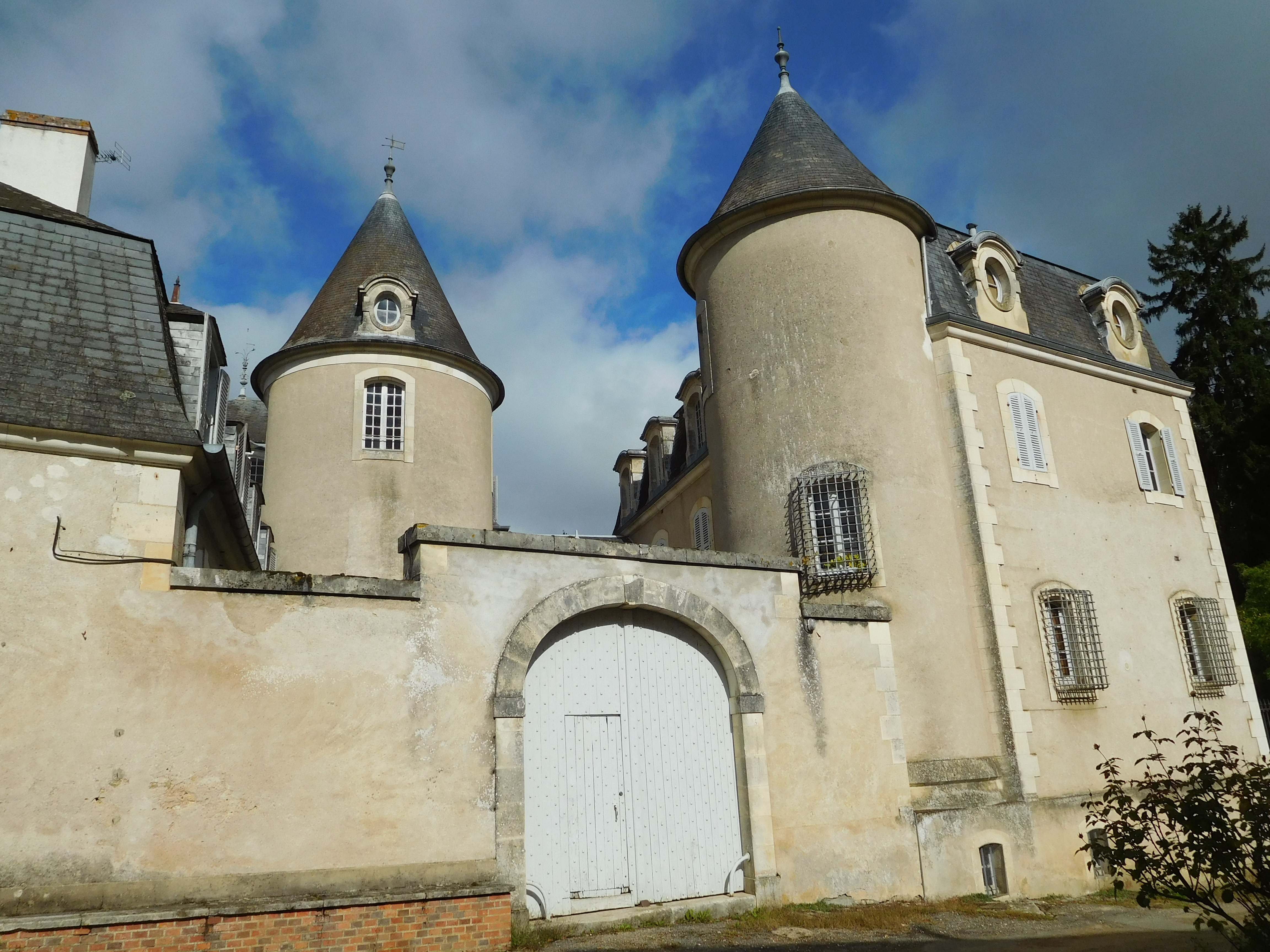
Schloss Le Carroux

- romanische Kapelle aus dem 12. Jahrhundert
- Schloss Le Carroux